# Ореко
Валдемар Родригес Мартинс (порт. Valdemar Rodrigues Martins; 13 июня 1932, Санта-Мария (Риу-Гранди-ду-Сул) — 3 апреля 1985, Итуверава), более известный под именем Ореко (порт. Oreco) — бразильский футболист, чемпион мира 1958 года.

## Биография
Ореко был универсальным футболистом, играл и слева и справа, как крайнего защитника, так и крайнего полузащитника, но более всего он прославился на позиции левого защитника. Ореко начал свою карьеру в «Интернасьонале» из Санта-Марии, через год перешёл в другой «Интернасьонал», уже из Порту-Алегри, за который выступал в течение 7 лет, выиграв 5 чемпионатов штата. Затем он играл в «Коринтиансе», но тот период был неудачным для клуба и Ореко там ничего не добился. Вершиной карьеры Ореко стал выигрыш Кубка мира 1958 года, где Ореко был сменщиком Нилтона Сантоса. На чемпионат мира 1962 года Ореко уже не взяли. После «Коринтианса» футболист выступал в Колумбии, Мексике, а закончил карьеру в США.

## Достижения
- Чемпион мира: 1958
- Чемпион Колумбии: 1966.
- Чемпион Мексики: 1967, 1968.
- Чемпион Североамериканской футбольной лиги: 1971
- Чемпион штата Риу-Гранди-ду-Сул: 1950, 1951, 1952, 1953, 1955
- Чемпион Панамериканских игр: 1956
- Обладатель Кубка Рока: 1957
- Обладатель Кубка Освалдо Круза: 1958, 1961